# 274021 Monikapoeller
274021 Monikapoeller è un asteroide della fascia principale. Scoperto nel 2007, presenta un'orbita caratterizzata da un semiasse maggiore pari a 3,175811 UA e da un'eccentricità di 0,059402, inclinata di 8,729268° rispetto all'eclittica.